# Cacia rosacea
Cacia rosacea là một loài bọ cánh cứng trong họ Cerambycidae.